# Goldfield (Nevada)

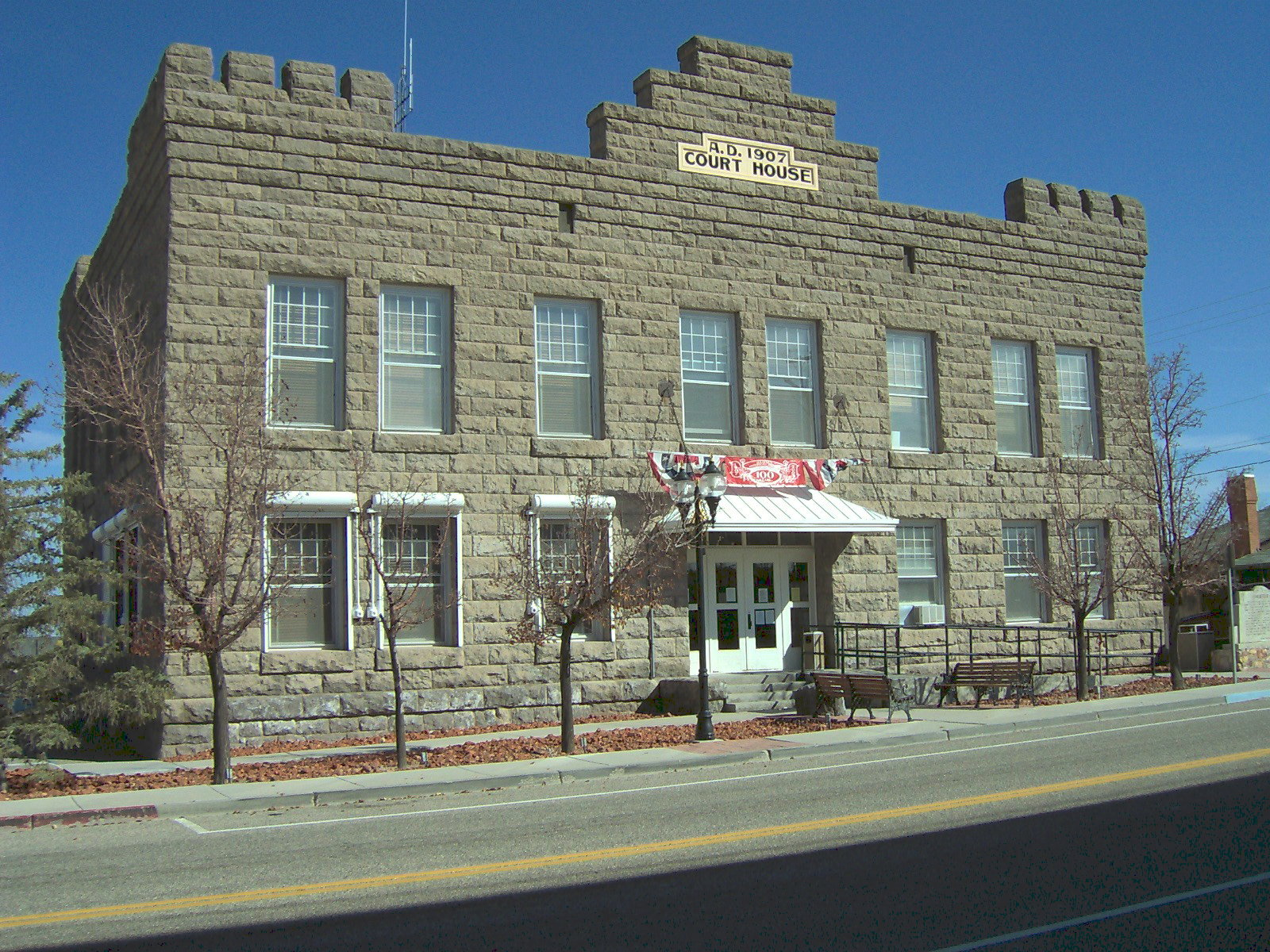
Tribunal do condado de Esmeralda

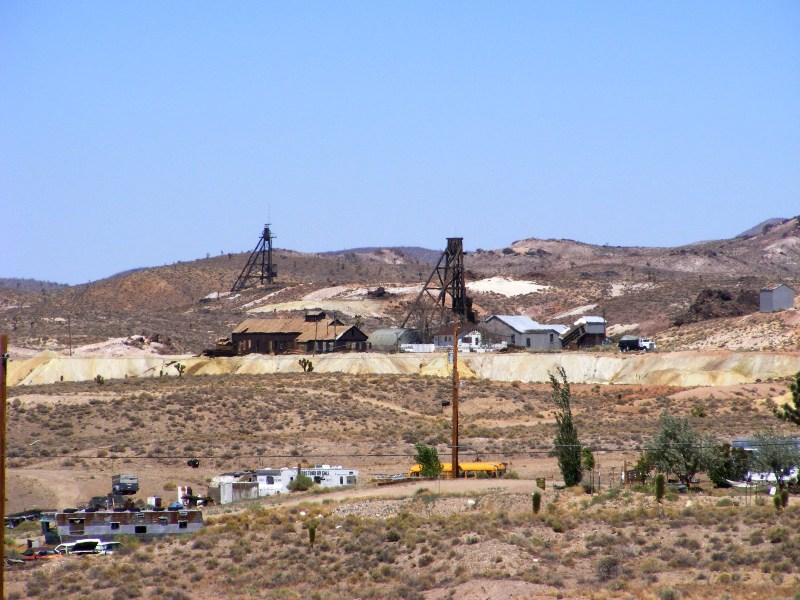
As velhas minas de Florence Hill

Goldfield é uma comunidade não incorporada e a capital do condado de Esmeralda, estado de Nevada, nos Estados Unidos, com um a população residente de  268 habitantes, segundo o  censo de 2010. Fica localizada a cerca de 290 quilómetros a sudeste de Carson City, ao longo da U.S. Route 95.
Goldfield foi uma boomtown na primeira década do século 20 devido à descoberta do ouro—entre 1903 e 1940; as minas de Goldfield produziram mais de 86 milhões de dólares. A maior parte da cidade foi destruída por um incêndio em 1924, se bem que vários edifícios sobrevivem-se e permaneçam em pé atualmente, em especial o Hotel Goldfield, o edifício da Consolidated Mines Building ( o centro de comunicações da cidade até 1963) e a escola (existe apenas uma escola do primeiro ciclo/primário, aliás no condado de Esmeralda só existem escolas do primeiro ciclo, tendo que os alunos a partir do quarto ano de escolaridade se deslocar para Tonopah). A exploração de ouro continua ainda hoje à volta da cidade.

## História
O ouro foi descoberto em Goldfield em 1902, o ano do nascimento da cidade. or volta de 1904, o distrito de Goldfield produzia cerca de 800 toneladas de ouro, avaliado em 2.300.000 dólares, 30% de toda a produção do estado do Nevada. Esta notável produção levou a um crescimento rápido de Goldfield, brevemente tornou-se a segunda maior cidade do estado, com cerca de 20.000 habitantes.
Um dos mais proeminentes e notáveis residentes em Goldfield foi George Graham Rice, um antigo verificador de ferro e jornalista,que se tornou promotor de stocks de minas. O colapso da sua  Sullivan Trust Company causou a bancarrota do Goldfield State Bank in 1907.  Rice rapidamente abandonou Goldfield, mas continuou a promover  certificados de ações das minas por mais um quarto de século.
Outro residente proeminente em Goldfield, desde 1908 foi George Wingfield, um dos empreendedores do estado de Nevada que construiu o Hotel de Goldfieldd. Em colaboração com o sócio George S. Nixon que se tornou Senador dos Estados Unidos em 1904), Wingfield começou em  Belmont em 1901 e viu o potencial de Goldfield depois das minas de Tonopah, apenas a algumas milhas a norte, decidiu partir para lá. George S. Nixon e Wingfield fizeram enormes fortunas ao criarem a  empresa Goldfield Consolidated Mining Company. Por volta de 1906, eles tinham um património líquido de $30 million.
Wingfield partiu brevemente para Reno, depois de ter alcançado uma enorme riqueza que podia ser espalhada pelo norte de Nevada e o norte da Califórnia.
Entre 1903 e 1918, as minas subiram os seus rendimentos de 2,8 milhões para 48,6 milhões
Wyatt e Virgil Earp chegaram a Goldfield em 1904. Virgil foi contratado como xerife em janeiro de 1905. Em abril desse ano, contraiu pneumonia e após seis meses doente, morreu em 18 de outubro de 1905. Wyatt Earp deixou Goldfield pouco tempo depois.
Goldfield alcançou o pico da população em 1906 com 20.000 habitantes e aí se desenrolou uma partida de boxe entre  Joe Gans e Oscar "Battling" Nelson.
Além das minas, Goldfield teve diversos serviços. O ouro em 1907 atingiu o valor de 8,4 milhões de dólares, o ano em que a cidade s e tornou a sede do condado. NO ano seguinte, os lucros caíram para 4.880.000 dólares.
Por volta de 1910, a população da cidade baixou para 4.838 habitantes. Por volta de 1912, registou-se uma queda dos lucros e a companhia deixou a cidade em 1919. Em 1923, um incêndio destruiu a maioria dos edifícios inflamáveis da cidade. Alguns esdifícios em tijolo e pedra sobreviveram, incluindo o hotel e a escola.

## Clima
O clima de Goldfield é árido. A cidade tem uma média de 36 dias anuais  com temperaturas máximas de  32 °C ou mais altas e uma média de 146 dias por ano com temperaturas de 0 °C. A temperatura mais elevada aqui registada foi de 42 °C em 20 de julho de 1906 e 9 de junho de 1935;  a mais baixa (−31 °C) em 31 de janeiro de 1937.

## Demografia

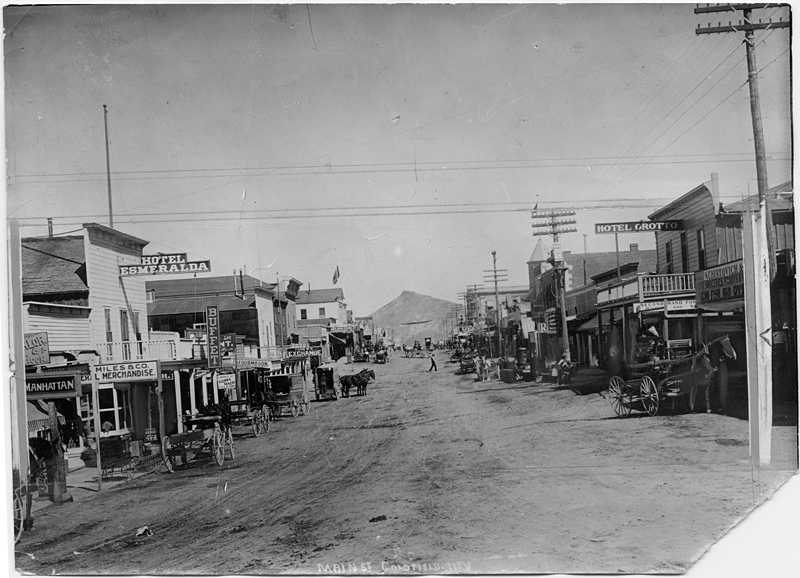
Rua principal de Goldfield em 1904

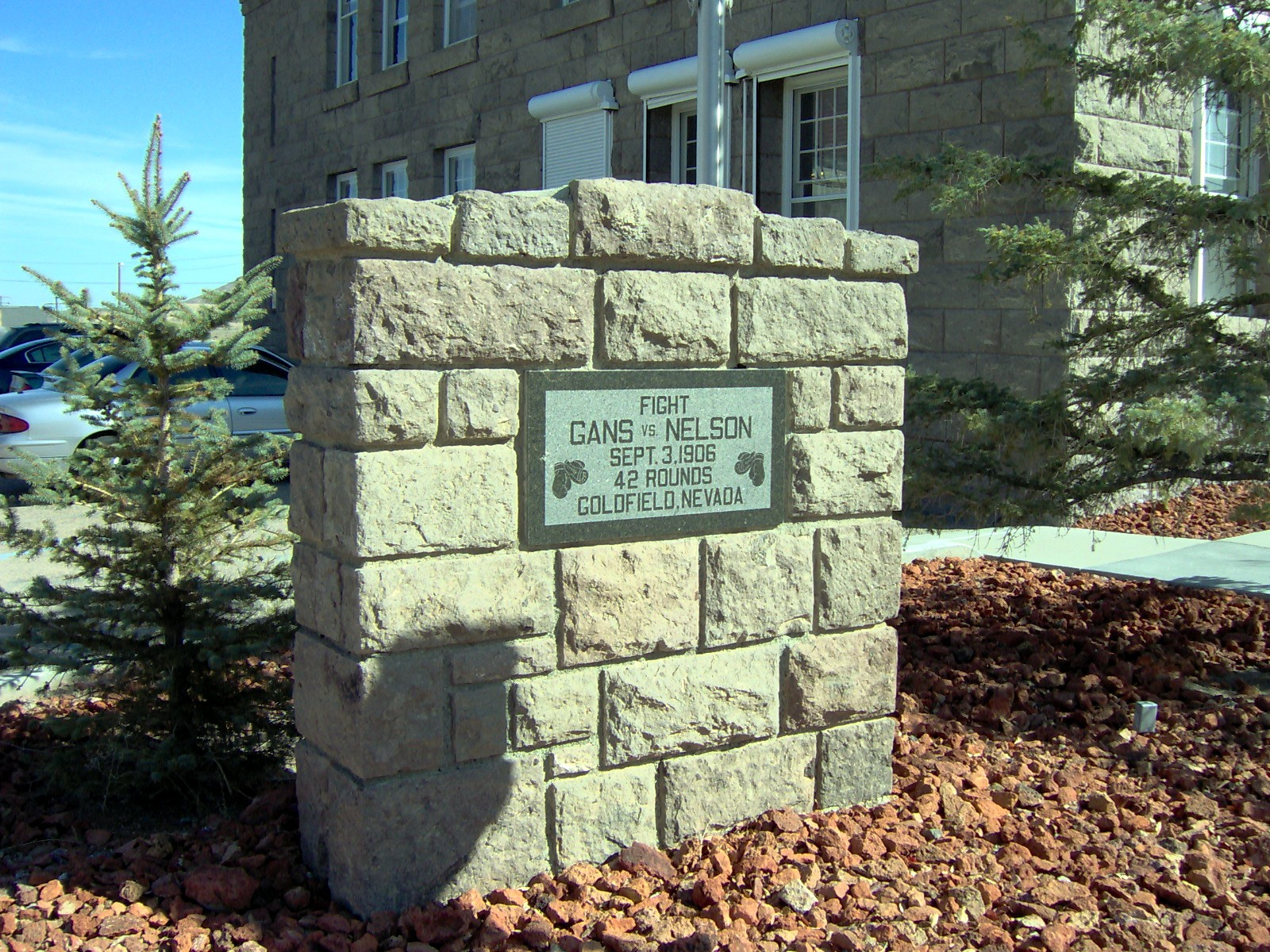
Marco comemorativo da final do campeonato de boxe entre Gans e Nelson

O declínio populacional continuou por todo o século XX, em 1950, Goldfield tinha uma população de 275 habitantes.

## Atrações no presente

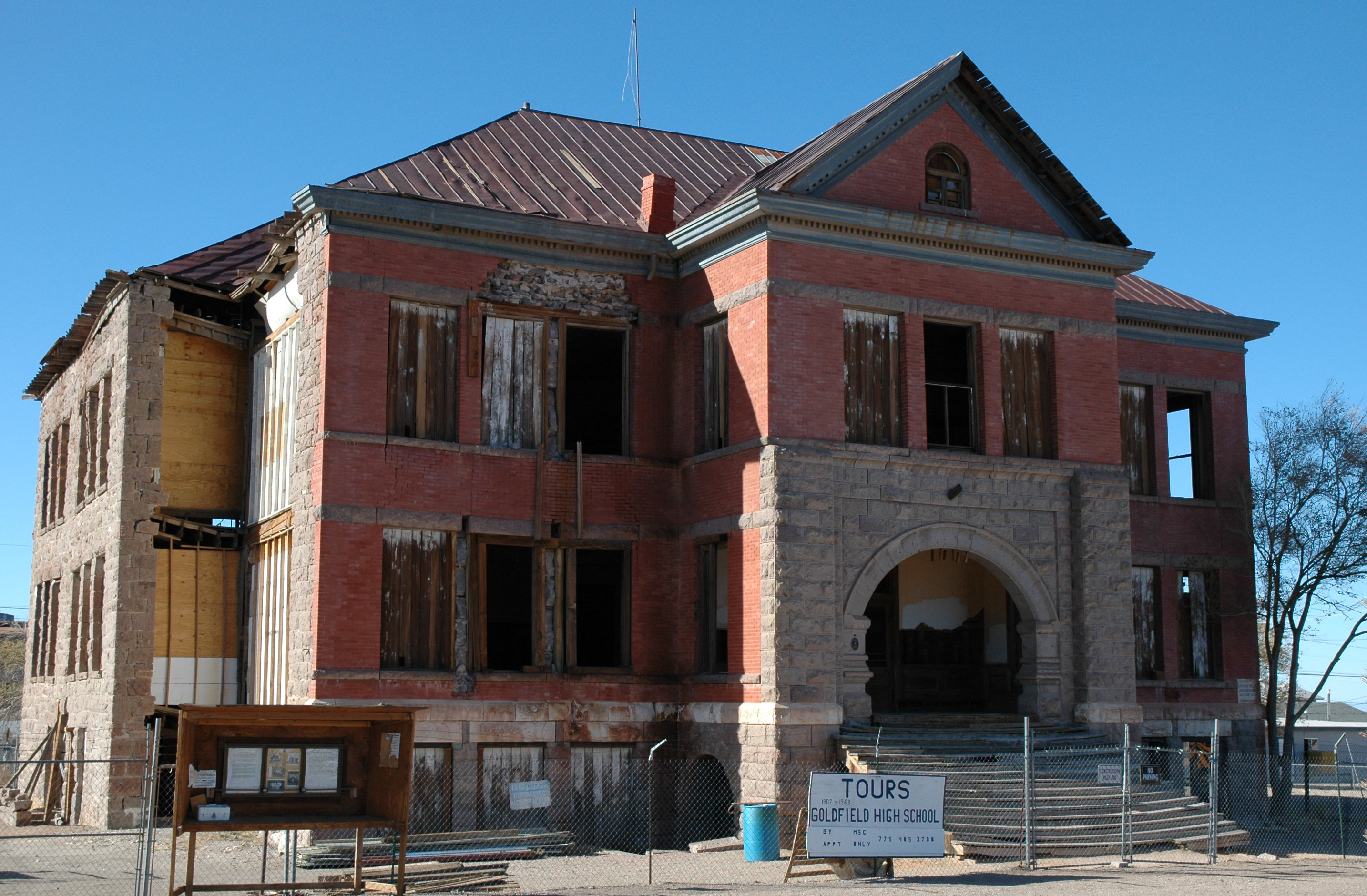
Goldfield High School em outubro de 2009

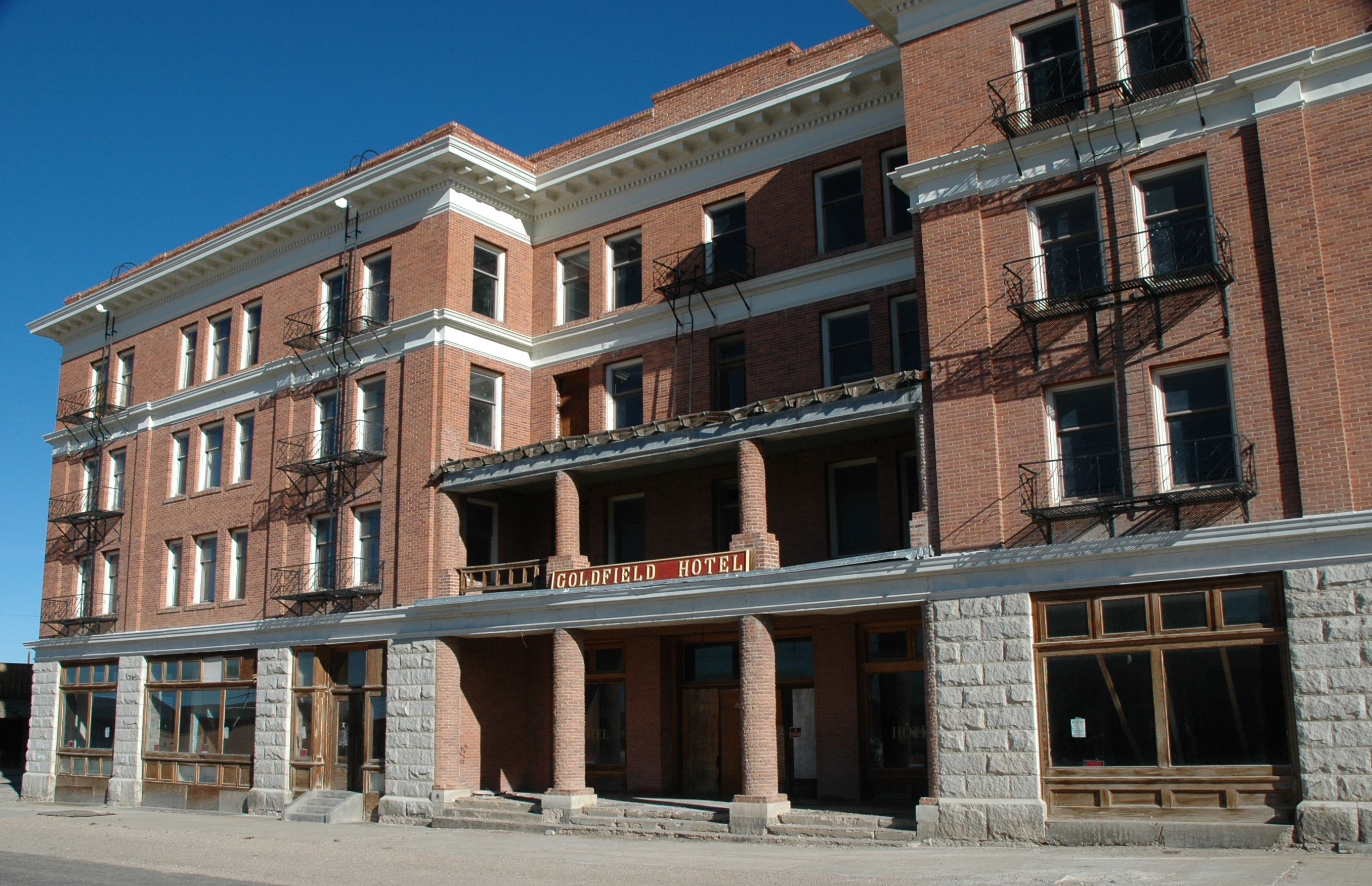
Hotel de Goldfield em 2009

Os edifícios desabitados da cidade permanecem uma atração, eles não estão abandonados: cada edifício tem um proprietário, muitos com planos para renovar a propriedade.
Existe o festival "Goldfield Days" que têm lugar anualmente em agosto que inclui paradas, barracas, representações históricas e um leilão de terras.
Goldfield é o lar para uma pequenas mas ecléctica população de artistas e pensadores independentes. Um residente,recentemente falecido, mantinha um parque com carros artísticos  na Highway 95 e alguns desse carros ainda estão lá e encontram-se à venda.

## Edifícios
Entre os edifícios mais importantes do  Goldfield Historic District contam-se:
- High School, 1906-1908 que sobreviveu ao incêndio, encontra-se em más condições, mas a   Goldfield Historical Society recebeu dinheiro para o recuperar;[7]
- O Goldfield Hotel na Crook Avenue (U.S. 95) e  Columbia Street mantém-se desocupado desde a  Segunda Guerra Mundial.